# Jan Willem Nienhuys
Jan Willem Nienhuys (Den Haag, 16 april 1942) is een wiskundige, boekenvertaler en skepticus. Hij doceerde wiskunde aan de Technische Universiteit Eindhoven. Daarnaast is hij bestuurslid en secretaris van de Stichting Skepsis en redacteur bij het tijdschrift Skepter.

## Biografie
Nienhuys studeerde wiskunde in Nederland en in 1966/67 aan de Tulane University in New Orleans, waar hij zijn latere echtgenote leerde kennen. Op 14 september 1970 behaalde hij zijn doctoraat in de wiskunde aan de Rijksuniversiteit Utrecht, onder leiding van zijn promotor Hans Freudenthal. Zijn proefschrift werd in datzelfde jaar gepubliceerd in het wetenschappelijke tijdschrift Indagationes Mathematicae (Proceedings). Vervolgens verbleef hij twee jaar als docent wiskunde aan de Nationale universiteit van Taiwan in Taipei. Sinds 1973 doceerde hij wiskunde aan de Technische Universiteit Eindhoven. Daarnaast assisteerde Nienhuys verschillende schrijvers bij hun boek en vertaalde hij boeken naar het Nederlands. 
Nienhuys trouwde met Cheng Shan-Hwei en kreeg met haar twee zoons. {Zijn vrouw werd geboren in Sichuan, tijdens de verzetsoorlog tegen Japan en groeide op in Taiwan. Ze studeerde wiskunde in Taiwan en de Verenigde Staten en doceerde informatica aan de Erasmus Universiteit Rotterdam. Daarnaast is ze directeur van de Chinese School Eindhoven.} Het koppel publiceerde in 1979 een gezamenlijk artikel Onwaar versus onzinnig in het wetenschappelijke tijdschrift Euclides en schreef samen een boek over China, China: Geschiedenis, Cultuur, Wetenschap, Kunst En Politiek" (2007).

## Skepticisme
Nienhuys zet zich actief in als skepticus. Zo schreef hij verscheidene artikelen over pseudowetenschappen en met name over kwakzalverij. Sinds eind jaren 1980 is hij bestuurslid en sinds 2003 secretaris van de Stichting Skepsis. Bovendien schrijft Nienhuys als redactielid artikelen voor het tijdschrift Skepter. Van juli 2008 tot 6 november 2010 was hij hoofdredacteur van de website van de Vereniging tegen de Kwakzalverij.
In 1983 bekritiseerde Nienhuys het samenvloeiingsmodel (confluence model) van Robert B. Zajonc en Gregory B. Markus. Dit wiskundige model zou als bewijs dienen dat er een relatie was tussen de volgorde van geboorte en intelligentie in het voordeel van de eerstgeborene, zoals Lillian Belmont en Francis A. Marolla in 1973 concludeerden uit een registratie van het Nederlandse leger. Dit bestand bestond uit gegevens van bijna 400.000 negentienjarige mannen die geboren waren in de periode van 1944 tot 1947 die oorspronkelijk verzameld waren om de effecten van de Hongerwinter (1944-1945) op de mentale en fysieke ontwikkeling in kaart te brengen. Volgens Nienhuys leed het model van Zajonc en Markus aan fouten in de gebruikte logica, berekening en methodologie.
Sinds 2010 is Nienhuys een fellow van het Committee for Skeptical Inquiry. Hij geeft vaak lezingen op skeptische conferenties zoals Skepsis-congressen en SKEPP-bijeenkomsten. Op 4 oktober 2014 ontving Nienhuys de Gebroeders Bruinsma Erepenning, een onderscheiding van de Vereniging tegen de Kwakzalverij. De vereniging roemde Nienhuys om zijn "enorme inzet, een verbluffend vermogen om zich snel bepaalde zaken eigen te maken, een enorme productiviteit en een ongeëvenaarde accuratesse."